# Skijanje na vodi
Skijanje na vodi je šport gdje športaš savladava kretanje na vodi uz pomoć glisera i skije te obavlja različite zadatke/ciljeve. Skijanje na vodi jedan je od vodenih športova čija se natjecanja održavaju na 5 kontinenata s više od 3,000.000 službeno registriranih natjecatelja, a ujedno je i zanimljiva rekreacija. Skijanje na vodi dijelimo na „Ski-lift” (Cable) i skijanje iza glisera. U skijanju na vodi razlikuje se nekoliko natjecateljskih disciplina: klasično skijanje, slalom i skokovi. Neklasične discipline: wakeboarding, wakeskating, wakesurfing, barefoot, showskiing. Skijaši iza glisera većinom su skijaši klasičnih disciplina, jer je međunarodna federacija za skijanje na vodi postavila pravila koja definira koji su uvjeti za koju disciplinu. Ski-lift dom je wakeboarda, wakeskatea i rekreativaca. Za razliku od skijanja iza glisera sa ski-liftom nije potrebno ulaziti u vodu već se samo namjestiti i kliznuti po površini. Manje je zahtjevno skijanje na ski-liftu, što privlači dosta ljudi. Ali i ekonomičnije, jer radi na elektromotor. Može se sastojati od raznih skakaonica i prepreka na kojima se rade interesantni trikovi. 

## Povijest
Izum skijanja na vodi pripisuje se Ralphu Samuelsonu iz Lake Cityja (Minnesota) koji je nešto prije svog 19 rođendana 1922. godine izveo prvu prezentaciju, ali nažalost svoj izum nije prijavio američkom Uredu za patente. Ralph je prvi čovjek koji je proskijao na vodi. Ralph je 15 godina širio skijanje kroz svoje „Predstave na vodi” i egzibicije u Minnesoti, Michiganu i Palm Beachu.“ (Golden age of waterskiing.>>(Desmond K.1999; vlastiti prijevod) Njegovo skijanje sastojalo se od dvije skije, prelaženje valova, stoj na glavi na surf dasci, preskakanje preko različitih zapreka na vodi i vožnja iza hidro aviona na urnebesnih 130 km/h. Ralphovom novom športu se pridružuju novi skijaši i zajedno započinju turneju novopečenog „Showskiinga” i osvajaju američku publiku. 8. srpnja 1925, Samuelson premazuje mast na platformi i uranjuje je do pola, te skače s visine od 60 metara od podignutog kraja, čime je postao prvi skakač u skijanju na vodi.  „Ralph Samuelson je napravio veliki korak u povijesti skijanja, jer je napravio put za razvoj skijanja na vodi kao športa. Od tada, skijanje na vodi je postalo popularno. U stvari, sve više i više entuzijasta pridonijeli su poboljšanju i donošenju drugih ljudi svjesni radosti koje daje skijanje na vodi.“ (waterski magazine broj 55, 2000. vlastiti prijevod) U 1924, Fred Waller stvorio svoje vlastite skije na Long Islandu. Izum koji je patentiran zvao se 'Akwa-Skees'. Četiri godine kasnije, Don Ibsen je bio prvi skijaš sa zapadne obale. Godine 1929, Skijanje na vodi je uvedeno u francuskoj rivijeri. Uveo ga je Grof Maksimilijan Pulaski. Dan Hains u New Yorku organizira AWSA, ili Američki savez za skijanje na vodi. To je upravno tijelo za skijanje na vodi od 1939. Skijanje na vodi je postalo dio nekoliko turnira i raznih organiziranih skijaških natjecanja. Skijanje na vodi bilo je uključeno u Olimpijskim igrama 1972 kao izložbeni šport. S druge strane, prvi nacionalni turnir održan je u 1974, i 1979, prvi nacionalni međusveučilišni skijaški kup je održan. Deset godina kasnije, prvo natjecanje za osobe s invaliditetom i pod nazivom „Home Care US National waterski challenge“. Kronološki događaji koji su razvili i popularizirali skijanje na vodi: „1959. Prvo promotivno natjecanje u skijanju na vodi održano je u Callaway Gardensu, Georgia (SAD). 1960. Penny Baker postavlja rekord u skokovima (45.72m) na natjecanju „ Lone Star Championships”. 1972. Skijanje na vodi je predstavljeno na OI u Keilu, Zapadna Njemačka. 1979. Prvo među sveučilišno natjecanje u skijanju na vodi, održano u Monroeu, Louisiana, s pobjedom sveučilišta „Northeast Louisiana University”. 1980. Bob LaPoint prvi slalomaš koji je prošao stazu pri duljini konopa od 11.25m na McCormick World Record Challengeu u Seffner, Florida. 1984. „The Coors Light Water Ski Tour” prvi pro događaj. 1989. Andy Mapple (V. Britanija) postavlja novi rekord u slalomu (3 bove na 10.75m). 1993. Sammy Duvall postavlja novi rekord u skokovima (67.00m) na „International Cup in Santa Rosa Beach, Florida”. “ (www.waterskihalloffame.com; vlastiti prijevod) Novi rekordi Andyja Mapplea i Sammyja Duvalla pomakli su skijanje na vodi na višu, ekstremniju razinu. Dolaze nove tehnike skijanja („west coast tehnique“ i „new school tehnique“),  izbacuje se primitivan materijal u izradi skija (drvo, plastika…) i uvode se novi, čvršći materijali (karbon, aluminij...), aerodinamičnije skije i odijela za skakače, čvršći vezovi na skijama koji sve više sliče na one sa skija na snijegu, gliserima se ugrađuju untarnji motori i masivniji su kako bi lakše mogli držati pravac i putanju staze. Revolucionarna oprema pridonijela je rezultatima. Tako danas imamo skijaše koji skaču preko sedamdeset metara pri brzini od oko 140 km/h i slalomaše koji skijaju na skraćenjima od 9.75m. U figurama se rezultati kreću oko 11000 bodova koje samo rijetki dostižu. U suvremenu opremu za skijanje na vodi svrstavam sljedeće: 1. gliser za skijanje na vodi, 2. poligon za slalom, 3. poligon za skokove, 4. slalom skije, 5. skije za figure, 6. konop za slalom, 7. konop za figure, 8. zaštitni prsluk, 9. rukavice, 10. skije za skokove, 11. konop za skokove, 12. kaciga za skokove, 13, zaštitno odijelo za skokove. Uz ovakvu opremu skijaša čekaju veliki novčani izdatci, pogotovo one skijaše koji se bave svim disciplinama, što nije rijetkost. Šezdesetih godina skijanje na vodi dolazi i u Hrvatsku. Prvi klub u hrvatskoj bio je (pod današnjim imenom) „KSV Zagreb“  „Klub je osnovan 1967. godine u Zagrebu. Tokom godina, Klub je promijenio ime nekoliko puta (Ski-nautik klub Hidroelektra, Ski-nautik klub “Zagreb”) ali je uvijek zadržao tradiciju vrhunskih rezultata i vrhunskih športaša. Kako tada nije postojao zasebni savez, skijaši su bili pridruženi Hrvatskom savezu za moto-nautiku. „Hrvatski savez za skijanje na vodi osnovan je 20. prosinca 1969. godine. Član je Međunarodne federacije za skijanje na vodi od 23. siječnja 1992. godine.“

## Discipline
U skijanju na vodi razlikuje se nekoliko natjecateljskih disciplina: klasično skijanje, slalom i skokovi.

### Klasično skijanje na vodi
Klasično skijanje na vodi sastoji se od 3 discipline - slalom, figure i skokovi uz pridruženi wakeboard.

#### Slalom
Slalom je u svijetu vjerojatno najpopularniji među rekreativnim skijašima. Izvodi se na jednoj skiji (monoskijanje), pri čemu elitni skijaši u vožnji izgledaju vrlo elegantno. Natjecanje u slalomu: Staza za slalom sastoji se od 6 fiksiranih plutača pozicioniranih na 11,5 m lijevo i desno od centralne "staze" glisera, koja se pak sastoji od plutača na međusobnom razmaku od 2,1m ovisno o kategoriji skijaša i/ili mogućnosti, dužina konopa za vuču može varirati od 18,25 m pa sve do 9,75 m. Uspješan prolaz kroz stazu podrazumijeva da skijaš iza čamca prođe kroz ulazna vrata slalom staze, obiđe svaku od 6 plutača s vanjske strane i na kraju prođe kroz izlazna vrata. Nakon svakog uspješnog prolaza konop se skraćuje (što otežava sljedeće prolaze) dok skijaš ne dođe do dužine koju više ne može uspješno savladati. Konačni rezultat se zapisuje na bazi brzine čamca, dužine konopa i broju obiđenih plutača.

#### Skokovi
Skokovi su daleko najekstremnija disciplina u klasičnom skijanju. Izvodi se na 2 specijalne skije namijenjene isključivo skokovima, a oprema još uključuje zaštitnu kacigu i specijalno podstavljeno zaštitno odijelo. Natjecatelj u ovoj disciplini prilazi rampi za skokove velikom brzinom te može "doletjeti" i do daljine od 72 m.	
- Natjecanje u skokovima:

Startna plutača na stazi za skokove nalazi se oko 210 m udaljena od rampe, što omogućuje najboljim skakačima da otpočnu sa sekvencom agresivnih prijelaza preko vala iza glisera (s jedne na drugu stranu) kako bi višestruko povećali svoju konačnu naletnu brzinu na rampu. Visina rampe ovisi o kategoriji skakača i može se kretati od 1,5 do 1,8 m. Brzina glisera također se određuje prema kategoriji skijaša i kreće se između 48 i 57 km/h. Svaki natjecatelj ima pravo na 3 skoka/prolaza ili pada od trenutka kada pristupi skokovima. Skok se ocjenjuje kada skijaš prijeđe preko rampe i doskoči bez pada te se bazira isključivo na horizontalnoj duljini skoka.

#### Figure
Disciplina u kojoj skijaš izvodi razne atraktivne trikove/figure. Svaki trik donosi određen broj bodova. Na natjecanju skijaš ima pravo na 2 prolaza, obično su to „Hand pass” i „Toe pass”. „Hand pass“ je kada skijaš ima ručku u rukama i trikove izvodi vučeći se rukama. „Toe pass“ je kada skijaš ima ručku zakačenu na stopalu i trikove izvodi povlačeći ručku prema sebi. Za svaki prolaz skijaš ima 20 sekundi za izvedbu svojeg programa trikova.

## U Hrvatskoj
Dodatak: Popis cable parkova u Hrvatskoj